# لین تیگپن
لین تیگپن (به انگلیسی: Lynne Thigpen) (زاده ۲۲ دسامبر ۱۹۴۸-درگذشته ۱۲ مارس ۲۰۰۳)، بازیگر آمریکایی بود.
از فیلم‌های معروف او می‌توان به مرد دویست ساله، شفت، مقاله، نووکائین، برهنه در نیویورک و قلب تصادفی اشاره کرد.